# Vreed en Hoop
Vreed en Hoop est une localité du Guyana dans la région Demerara occidental (West Bank) dont elle est la capitale.
Elle est située sur l'autre rive du Demerara par rapport à la capitale du pays, Georgetown.